# Anoba disjuncta
Anoba disjuncta är en fjärilsart som beskrevs av Walker 1865. Anoba disjuncta ingår i släktet Anoba och familjen nattflyn. Inga underarter finns listade i Catalogue of Life.